# Oripoda cordobensis
Oripoda cordobensis är en kvalsterart som beskrevs av J. och P. Balogh 1990. Oripoda cordobensis ingår i släktet Oripoda och familjen Oripodidae. Inga underarter finns listade i Catalogue of Life.